# Spominski steber
Spominski steber je poseben tip spomenika, pri katerem se na vrhu nahaja kip osebe, ki ji je spomenik posvečen. To so lahko svetniški kipi ali zgodovinsko pomembne osebe. Spominski steber pa lahko spominja tudi na razne dogodke iz preteklosti.
Običajno je steber večjih dimenzij, ki stoji na podstavku, postavljen v urejeno okolje. Pogosto stoji na trgu ali drugem pomembnem mestu v naselju.

## Spominski stebri po svetu
Na obdobje Starega Rima še danes spominjata dva spominska stebra:
- Avrelijev steber  iz konca 2. stoletja in
- Trajanov steber iz začetka 2. stoletja.

Steber sestavljajo močno povečani dorski elementi na piedestalu. Po trupu Trajanovega stebra se vijejo reliefi, ki prikazujejo njegove vojne v Daciji. Nad kapitelom je na podstavku prvotno stal kip cesarja Trajana, ki ga je leta 1587 zamenjal kip sv. Pavla.
Sredi trga Trafalgar v Londonu so v letih 1840 - 1843 postavili Nelsonov spominski steber.  Spodnji je klasični korintski steber na podstavku. Trup je kaneliran. Celotna višina je 56 m. Na vrhu stoji 5,5 m visok bronast kip admirala Nelsona, ki gleda proti Westminstrski palači. Na vsaki strani kvadratne baze so upodobljene velike Nelsonove zmage.

## Spominski stebri v Sloveniji
Številne slovenske kraje krasijo spominski stebri. Najpogostejši so Marijanski stebri in stebri Svete Trojice, ki nosijo kip Marije ali katerega od svetnikov, pogosto so to kužna znamenja.
Med pomembnejšimi je kužno znamenje v Mariboru na Glavnem trgu, iz leta 1743, delo baročnega kiparja Jožefa Strauba.
V Ljubljani na Trgu francoske revolucije stoji Napoleonov častni steber, ki ga je leta 1929 zasnoval arhitekt Jože Plečnik. Spomenik ima obliko kvadra, ki ga sestavljajo kocke in belega marmorja z otoka Brača. Na podstavku se dviga 20 m visok  stolp, ki ima na eni strani bronasto glavo Napoleona, na drugi pa personifikacijo Ilirije, vse delo kiparja Lojzeta Dolinarja.